# Transformador de corrente

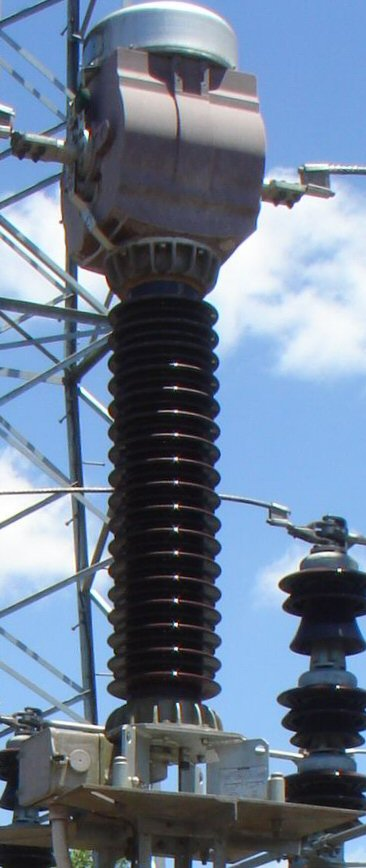
TC de 13.8 kV em operação numa subestação

Um transformador de corrente (abreviadamente TC) é um equipamento que reproduz, no seu circuito secundário, a corrente que circula em um enrolamento primário, com sua posição vetorial substancialmente mantida, em uma proporção definida, conhecida e adequada. 
Os transformadores de corrente, também chamados de transformadores de instrumentos, utilizados em aplicações de alta tensão (onde circulam, frequentemente,  baixas correntes), fornecem correntes suficientemente reduzidas e isoladas do circuito primário de forma a possibilitar o seu uso por equipamentos de medição, controle e proteção.

## Simbologia e Convenções

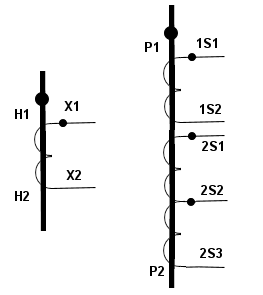
Simbologia de dois transformadores de corrente

A simbologia padrão dos transformadores de corrente (TCs) mostra os terminais primários de alta tensão H1 e H2 e os terminais secundários X1 e X2. O ponto, para transformadores com polaridade aditiva, indica onde entra a corrente no primário e onde sai a corrente no secundário (defasamento de 180°).
Modelos industriais de TCs têm os terminais de alta tensão marcados como P1 e P2 (Primário 1 e Primário 2), sendo que em muitos casos pode haver diferentes ligações do circuito primário que permitam alterar a relação de transformação. Os terminais secundários são marcados como 1s1, 1s2, 2s2... (número, algarismo, número), indicando respectivamente o número do enrolamento, o símbolo de terminal secundário (s) e o número da derivação do terminal secundário.

## Circuito Equivalente
O circuito equivalente aproximado para um transformador de corrente é mostrado na figura ao lado, onde a transformação da corrente entre os circuitos primário e secundário é feita sem perdas. A impedância de dispersão do primário Z1 é multiplicada pelo quadrado da relação N² quando referida ao secundário.
Z2. Os componentes de perdas no núcleo por correntes parasitas e por magnetização são dados por Zm e a impedância de carga é dada por Zc.

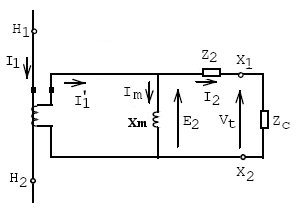
Circuito equivalente simplificado do TC

Este circuito generalizado pode ser simplificado como mostrado no esquema ao lado. A impedância primária Z1 pode ser desprezada, uma vez que o reduzido número de espiras no primário (o que é verdadeiro para a maioria dos TCs comerciais) tem pequena resistência e pouca dispersão. A corrente através do ramo magnetizante Xm é Im, chamada corrente de excitação. A corrente de excitação é atrasada de 90° em relação a V1'.

## Tipos construidos
São classificados de acordo com o modelo do enrolamento primário, já que o enrolamento
secundário é constituído por uma bobina com derivações (taps) ou múltiplas bobinas ligadas em
série e/ou paralelo, para se obter diferentes relações de transformação.
Quanto aos tipos construtivos, os TCs mais comuns, são:
- Tipo Enrolado

Este tipo é usado quando são requeridas relações de transformações inferiores a 200/5
tipo Barra
Transformador de corrente cujo enrolamento primário é constituído por uma barra.
- Tipo Bucha

Consiste de um núcleo em forma de anel (núcleo toroidal), com enrolamentos secundários.
- Tipo Janela

Tem construção similar ao tipo bucha, sendo que o meio isolante entre o primário e o
secundário é o ar.
- Tipo Núcleo Dividido

Transformador de corrente tipo janela em que parte do núcleo é separável ou basculante.
- Tipo com vários enrolamentos primários

Transformador de corrente com vários enrolamentos primários distintos e isolados separadamente.
- Tipo com vários núcleos

Transformador de corrente com vários enrolamentos secundários isolados separadamente e montados cada um em seu próprio núcleo, formando um conjunto com um único enrolamento primário, cujas espiras (ou espira) enlaçam todos os secundários.

## Classificação

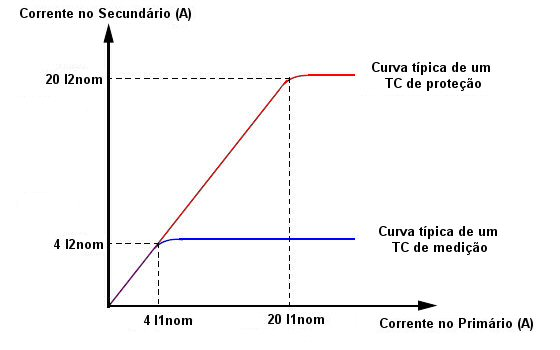
Curva típica dos transformadores de corrente

Os transformadores de corrente são classificados em dois tipos:
- Transformadores de Corrente para serviços de medição

Utilizados para medição de correntes em alta tensão, possuem características de boa precisão (ex.: 0,3%-0,6% de erro de medição) e baixa corrente de saturação (4 vezes a corrente nominal).
- Transformadores de Corrente para serviços de proteção

Utilizados para proteção de circuitos de alta tensão, são caracterizados pela baixa precisão (ex.: 3% de erro de medição) e elevada corrente de saturação (da ordem de 20 vezes a corrente nominal).

## Modo de ligação
O modo de ligação é extremamente importante, pois se ligado de maneira errada o transformador irá sofrer danos irrecuperáveis.
A ligação dos terminais deve ser feita da seguinte maneira:
- Primário: a bobina deve ser ligada uma fase;
- Secundário: os terminais devem ser ligados em curto-circuito (impedância nula), caso contrário, terá um circuito aberto que irá saturar o TC e danificá-lo.